# Kaakour
Kaakour (arabe : القعقور) ) est un village libanais situé dans le caza du Metn au Mont-Liban au Liban. La population est exclusivement Chrétienne Maronite.